# Невольничий берег
Нево́льничий Бе́рег (англ. Slave Coast) — берег залива Бенин и прилегающие к нему прибрежные районы на территории современных государств Того, Бенина и западной части Нигерии, включая этническую территорию народа иджо. В XVI–XVIII веках Невольничий Берег был крупнейшим центром работорговли на побережье Западной Африки, контролируемым в основном Англией и Нидерландами, — отсюда и происхождение названия.

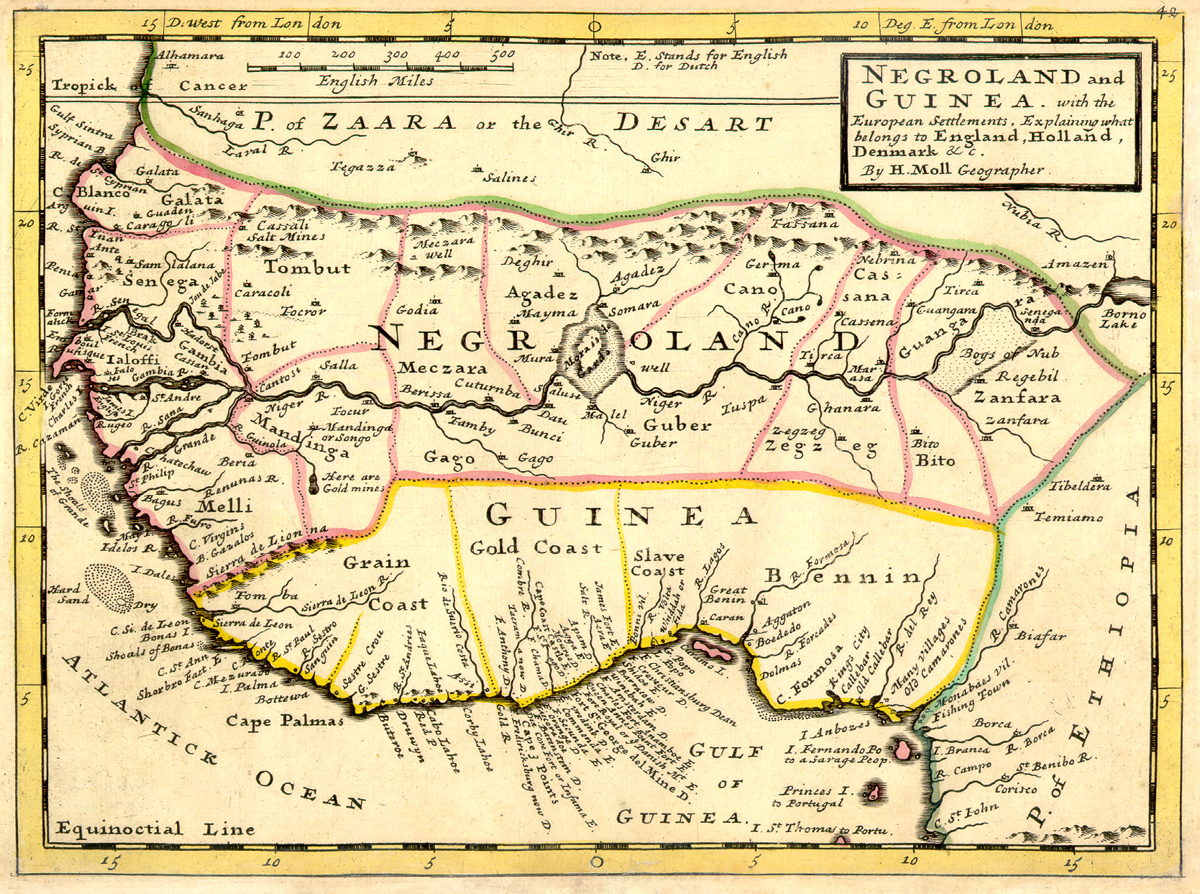
Карта 1729 года, на которой отмечен Невольничий Берег

С Невольничьего Берега рабов увозили главным образом в Бразилию и на Карибские острова. Основными портами, откуда сбывали невольников, были Лагос, Великий и Малый Попо, Порто-Ново, Бадагри и пр.